# Michelle Fairley
Michelle Fairley, född 17 januari 1964 i Coleraine i County Londonderry, är en nordirländsk skådespelare som verkat inom både film, tv och teater.
Fairley filmdebuterade 1988. 2010 tog hon över rollen som Mrs. Granger i Harry Potter och dödsrelikerna-filmerna efter Heather Bleasdale som tidigare spelat rollen.
2011 fick Fairley rollen som Catelyn Stark i TV-serien Game of Thrones som är baserad på George R.R. Martins romansvit Sagan om is och eld.

## Filmografi i urval
- 1990 – Dolda fakta
- 1993 – Komikern
- 1995 – Kommissarie Morse –  Vägen genom skogen
- 1998 – Den onda cirkeln
- 1999 – Lyckan kommer, lyckan går
- 2001 – The Others
- 2010 – Harry Potter och dödsrelikerna
- 2010 – Chatroom
- 2010 – Morden i Midsomer – The Noble Art
- 2011–2013 – Game of Thrones (TV-serie)
- 2013 – Suits (TV-serie)
- 2013 – The Invisible Woman
- 2013 – Philomena
- 2014 – 24: Live Another Day (TV-serie)
- 2014–2015 – Resurrection (TV-serie)
- 2015 – In the Heart of the Sea
- 2020–- – Gangs of London (TV-serie)
- 2023 – Familjen Bridgerton: Drottning Charlotte (TV-serie)